# Adriatico Settentrionale Veneto - Delta del Po
Adriatico Settentrionale Veneto - Delta del Po este o arie protejată (sit de importanță comunitară — SCI) din Italia întinsă pe o suprafață de 22.513 ha, integral marine.

## Localizare
Centrul sitului Adriatico Settentrionale Veneto - Delta del Po este situat la coordonatele 44°48′40″N 12°40′49″E / 44.8112°N 12.680223°E.

## Înființare
Situl Adriatico Settentrionale Veneto - Delta del Po a fost declarat sit de importanță comunitară în aprilie 2020 pentru a proteja 2 specii de animale.

## Biodiversitate
Situată în ecoregiunea continentală, aria protejată nu include niciun habitat protejat.
La baza desemnării sitului se află mai multe specii protejate:
- mamifere (1): delfin mare (Tursiops truncatus)
- reptile (1): Caretta caretta